# المجنة (جازان)
المجنة قرية سعودية تتبع محافظة الطوال الواقعة بمنطقة جازان جنوب غرب السعودية.